# 亞納庫斯曼山
10°23′49″S 76°59′20″W / 10.39694°S 76.98889°W
亞納庫斯曼山（Yanacushman），是秘魯的山峰，位於該國中南部利馬大區，由卡哈坦博省的卡哈坦博區負責管轄，屬於瓦伊瓦什山脈的一部分，海拔高度4,800米。